# Кинсиго, Мари
Мари Кинсиго (эст. Mari Kinsigo, ур. Саммуль (эст. Sammul); 12 июля 1946, Вильянди — 10 мая 2014) — эстонская шахматистка, трёхкратная чемпионка Эстонии по шахматам, мастер спорта СССР (1976), мастер ФИДЕ среди женщин (1993).

## Биография
В 1964 году окончила среднюю школу в Вильянди. Первым тренером по шахматам был отец, потом с 1960 по 1964 год занималась под руководством Льва Брасчинского. Три раза подряд побеждала на юношеских чемпионатах Эстонии по шахматам (1962, 1963, 1964).
С 1967 по 1974 год регулярно играла в финалах чемпионатов СССР по шахматам среди женщин. Лучший результат — дележ 4—6 места в 1970 году.
В чемпионатах Эстонии по шахматам завоевала 3 золотые (1968, 1974, 1976), 5 серебряных (1967, 1969, 1972, 1978, 1982) и 2 бронзовые (1965, 1973) медали.
Четыре раза представляла сборную Эстонии на командных чемпионатах СССР по шахматам (1962, 1967, 1972, 1975). В чемпионате 1972 года выиграла серебряную медаль в индивидуальном зачёте (выступала на 2-й женской доске).
Серебряный призёр личного первенства ВЦСПС среди женщин 1971 года. Победительница первенств СССР среди шахматисток сельских ДСО в 1973 и 1974 гг., представляла общество «Йыуд».
В составе команды сельских ДСО бронзовый призёр командного Кубка СССР 1976 года (выступала на 2-й женской доске и дополнительно выиграла «серебро» в индивидуальном зачёте).
Победитель международного турнира в болгарском городе Албена 1981 года.
В течение 37 лет (1968—2005) работала тренером в шахматной школе Таллина.
Похоронена в Таллине на кладбище Лийва.
Брат Мари Юри Саммуль (1943—1980) тоже был шахматистом, шахматным тренером и многократным чемпионом города Вильянди.

## Изменения рейтинга
| Графики недоступны из-за технических проблем. См. информацию на Фабрикаторе и на mediawiki.org. |